# Ільчук Павло Миколайович
Павло́ Микола́йович Ільчу́к (нар. 2 серпня 1991 — 20 липня 2014) — старший солдат Збройних сил України. Старший розвідник, 8-й окремий полк спеціального призначення, учасник російсько-української війни.

## Життєпис
Народився 1991 року в селі Вороненко Яремчанської міської ради. З дитинства мріяв стати військовиком. Після закінчення Надвірнянського коледжу Національного транспортного університету його призвали до лав Збройних сил України. Строкову службу проходив у 8-му окремому полку спеціального призначення. По закінченні строкової служби, записався на контракт у той же полк.

### Російсько-українська війна
Після початку війни виконували завдання із супроводження конвоїв.
20 липня 2014 року група спецпризначенців під керівництвом майора Олександра Петраківського забезпечувала проходження військової колони техніки ЗСУ та сил добровольчого батальйону «Айдар» до Луганського аеропорту. Спецпризначенці пересувалася двома Уралами. Доїхавши до однієї з лісосмуг, залишили там групу прикриття на одному з «Уралів», а друга група, 14 осіб, під керівництвом Петраківського рушила далі. Після дорозвідки місцевості трьома спецпризначенцями, Петраківський вирішив просуватися вглиб позицій противника. Подолавши кількасот метрів, вантажівка потрапила під ворожий обстріл з РПГ, проте обидва постріли були невлучними. Командир скомандував йти на прорив, а через декілька десятків метрів вантажівку обстріляли повторно з протилежного боку. Вантажівка не зупинялася, бійці відстрілювалися на ходу, пролетівши крізь ворожий блокпост і скосивши вогнем бойовиків.
З'явилися поранені: впав кулеметник групи, а Андрій Василишин зазнав смертельного поранення. Коли продірявлений Урал зупинився, група зайняла кругову оборону, проте їх почали обстрілювати з міномета. Одна з мін влучила в кабіну Уралу, уламками поранило значну частину бійців. Поранень в голову зазнав і командир групи, Олександр Петраківський, проте продовжив керувати боєм.
Під час бою зазнав поранення і Павло Ільчук. Йому зробили декілька уколів сильного знеболювального, проте не змогли його врятувати.
Всього бій тривав 5 годин, до затиснутих вогнем спецпризначенців змогла прорватися група евакуації на БТР і Уралі.
Похований 24 липня 2014 року в селі Вороненко.
Без Павла лишились батьки Марія Степанівна та Микола Васильович.

## Нагороди
- Орден «За мужність» III ступеня (14 листопада 2014, посмертно) — за особисту мужність і героїзм, виявлені у захисті державного суверенітету та територіальної цілісності України, вірність військовій присязі.[5]
- нагрудний знак «За оборону Луганського аеропорту» (посмертно).
- 24 серпня у Вороненківській школі встановлено та освячено меморіальну дошку Павлу Ільчуку.
- На фасаді Надвірнянського коледжу встановлено та освячено меморіальну дошку Павлу Ільчуку.